# Нове Завади
Нове Завади (пол. Nowe Zawady) — село в Польщі, у гміні Єдлінськ Радомського повіту Мазовецького воєводства.
Населення — 364 особи (2011).
У 1975-1998 роках село належало до Радомського воєводства.

## Демографія
Демографічна структура станом на 31 березня 2011 року:
|          | Загалом | Допрацездатний вік | Працездатний вік | Постпрацездатний вік |
| -------- | ------- | ------------------ | ---------------- | -------------------- |
| Чоловіки | 178     | 50                 | 118              | 10                   |
| Жінки    | 186     | 53                 | 104              | 29                   |
| Разом    | 364     | 103                | 222              | 39                   |